# The Debt
 The Debt és una pel·lícula estatunidenca dirigida per John Madden, estrenada el 2010. És un thriller dramàtic basat en un guió cinematogràfic de Matthew Vaughn, Jane Goldman i Peter Straughan. És un remake d'un film de 2007 israelià del mateix nom dirigit per Assaf Bernstein. protagonitzat per Helen Mirren, Sam Worthington, Jessica Chastain, Ciarán Hinds, Tom Wilkinson, Marton Csokas i Jesper Christensen.
Originalment planificada pel desembre de 2010, la pel·lícula es va estrenar als EUA el 31 d'agost de 2011.

## Argument
Tres agents del Mossad descobreixen, 20 anys després de la Segona Guerra Mundial, l'existència d'un criminal de guerra nazi. El capturen i després el maten. 30 anys més tard, a Ucraïna, un home manifesta ser aquest mateix criminal nazi. Un dels antics agents del Mossad hi és enviat per descobrir la veritat.

## Repartiment
- Ciarán Hinds: David
- Helen Mirren: Rachel Singer
- Sam Worthington: David, de jove
- Jessica Chastain: Rachel Singer, de jove
- Jesper Christensen: Vogel
- Romi Aboulafia: Sarah
- Marton Csokas: Stefan

## Premis
- Festival internacional de cinema policíac de Beaune 2011: Premi especial policia.

## Producció
Alguns diaris israelians van informar que Helen Mirren estava estudiant la llengua hebrea, la història jueva, i l'Holocaust, incloent-hi la vida de Simon Wiesenthal, mentre roda a Israel el 2009 escenes del film. "El meu personatge està portant la memòria, ràbia i passió de l'Holocaust, va dir.